# ТЕС Ліворно-Феррарис
45°14′14″ пн. ш. 8°11′36″ сх. д. / 45.23722° пн. ш. 8.19333° сх. д.
ТЕС Ліворно-Феррарис – теплова електростанція на північному заході Італії у регіоні П’ємонт, провінція Верчеллі. Споруджена з використанням технології комбінованого парогазового циклу.
Введена в експлуатацію у 2008 році, станція має один блок потужністю по 805 МВт. У ньому встановлені дві газові турбіни потужністю 260 МВт, які через котли-утилізатори живлять одну парову з показником 280 МВт.
Загальна паливна ефективність ТЕС становить 57%.
Як паливо станція використовує природний газ, котрий постачається із національної газотранспортної системи через відвід довжиною 0,6 км.
Зв’язок із енергомережею відбувається по ЛЕП, розрахованій на роботу із напругою 400 кВ.
Проект реалізувала компанія EP Produzione Centrale Livorno Ferraris, котра наразі належить EP Produzione (75%) та BKW Italia (25%).